# Kożuchów (gmina)
Pour les articles homonymes, voir Kożuchów.
Kożuchów est une gmina urbaine-rurale (gmina miejsko-wiejska) ou mixte de la powiat de Nowa Sól, dans la Voïvodie de Lubusz, dans l'ouest de la Pologne.
Son siège administratif (chef-lieu) est la ville de Kożuchów, qui se situe environ 10 kilomètres au sud-ouest de Nowa Sól (siège de la powiat) et 23 kilomètres au sud-est de Zielona Góra (siège de la diétine régionale).
La gmina couvre une superficie de 178,82 kilomètres carrés pour une population de 16 100 habitants en 2016.

## Histoire
De 1975 à 1998, la gmina est attachée administrativement à la voïvodie de Zielona Góra.

Depuis 1999, elle fait partie de la voïvodie de Lubusz.

## Géographie
Outre la ville de Kożuchów, la gmina inclut les villages et localités de :

Plan de la gmina

- Bielice
- Broniszów
- Bulin
- Cisów
- Czciradz
- Drwalewice
- Dziadoszyce
- Dziwiszowice
- Kierzkowice
- Książ Śląski
- Lasocin
- Mirocin Dolny
- Mirocin Górny
- Mirocin Średni
- Podbrzezie Dolne
- Podbrzezie Górne
- Radwanów
- Słocina
- Sokołów
- Solniki
- Studzieniec
- Stypułów
- Wolnica
- Zawada

### Gminy voisines
La gmina de Kożuchów est voisine des gminy suivantes :
- Brzeźnica
- Nowa Sól
- Nowe Miasteczko
- Nowogród Bobrzański
- Otyń
- Szprotawa
- Zielona Góra

## Structure du terrain
D'après les données de 2006, la superficie de la commune de Kożuchów est de 178,82 kilomètres carrés, répartis comme telle :
- terres agricoles : 63,98 %
- forêts : 27,97 %
- autres terres et friches : 8,05 %

La commune représente 6,8 % de la superficie du powiat.

## Démographie
Données du 31 décembre 2006:
| Description        | Total  | Total | Femmes | Femmes | Hommes | Hommes |
| ------------------ | ------ | ----- | ------ | ------ | ------ | ------ |
| Unité              | Nombre | %     | Nombre | %      | Nombre | %      |
| Population         | 16 068 | 100   | 8 287  | 51,57  | 7 781  | 48,43  |
| Densité (hab./km²) | 89,67  | 89,67 | 46,25  | 46,25  | 43,42  | 43,42  |